# Junior Makiesse
Junior Makiesse Mouzita (ur. 12 czerwca 1993 w Brazzaville) – kongijski piłkarz grający na pozycji lewoskrzydłowego. Od 2022 jest piłkarzem klubu AS Otohô.

## Kariera klubowa
Swoją karierę piłkarską Makiesse rozpoczął w klubie AC Léopards. W 2012 roku zadebiutował w jego barwach w pierwszej lidze kongijskiej. Grał w nim do 2018 roku. Czterokrotnie wywalczył z nim mistrzostwo Konga w sezonach 2012, 2013, 2016 i 2017 oraz zdobył cztery Puchary Konga w latach 2013, 2016 i 2017.
W sezonie 2018/2019 Makiesse grał w libijskim Al-Ahly Trypolis. W sezonie 2019/2020 był zawodnikiem tunezyjskiego US Tataouine, a w sezonie 2020/2021 libańskiego Sohar SC. Jesienią 2021 występował w libijskim Al Akhdar SC. Na początku 2022 został graczem AS Otohô. W sezonach 2021/2022 i 2022/2023 duwkrotnie został z nim mistrzem Konga.

## Kariera reprezentacyjna
W reprezentacji Konga Makiesse zadebiutował 28 lipca 2013 w wygranym 1:0 meczu Mistrzostw Narodów Afryki 2014 z Demokratyczną Republiką Konga, rozegranym w Dolisie.